# Torre Idiàquez
La torre Idiáquez (en èuscar: Idiakez dorretxea o Idiakez jauregia, també coneguda com a Etxe Beltz) és un edifici situat a la localitat guipuscoana d'Azcoitia.
La casa, que és denominada en èuscar Etxe Beltz ('casa negra') pel seu aspecte, pertany als ducs de Granada d'Ega. Apareix en dos moments importants de la història d'Azcoitia:
- El 1456 fou escenari d'un episodi de la Guerra de bàndols, ja que ací els parents majors de Guipúscoa hi feren el seu darrer desafiament.[1]
- El 1838, quan Carlos María Isidro de Borbó es casà amb la princesa de Beira dins de l'edifici.

En l'actualitat és un dels principals atractius turístics d'Azcoitia, pel bon estat de la façana, en què destaca la porta apuntada i adovellada a la manera rústica.